# فرانكلين جوناس
فرانكلين ناثانيال جوناس (من مواليد 28 سبتمبر 2000) هو مغن وكاتب أغاني وممثل أمريكي سابق. بدأ مسيرته الموسيقية كمغني وكاتب أغاني في عام 2023، أصدر أغنيتين فرديتين ومسرحية ممتدة واحدة بعنوان Sewer Rat.

## أعمال

### أفلام
- (2009) ليلة في المتحف 2[5]
- (2010)  الحفل الختامي[6]

## وصلات خارجية
- فرانكي جوناس على موقع IMDb (الإنجليزية)
- فرانكي جوناس على موقع روتن توميتوز (الإنجليزية)
- فرانكي جوناس على موقع ألو سيني (الفرنسية)
- فرانكي جوناس على موقع ميوزك برينز (الإنجليزية)
- فرانكي جوناس على موقع أول موفي (الإنجليزية)
- فرانكي جوناس على موقع قاعدة بيانات الفيلم (الإنجليزية)
- فرانكي جوناس على موقع كينوبويسك (الروسية)